# Mandara (hinduizm)

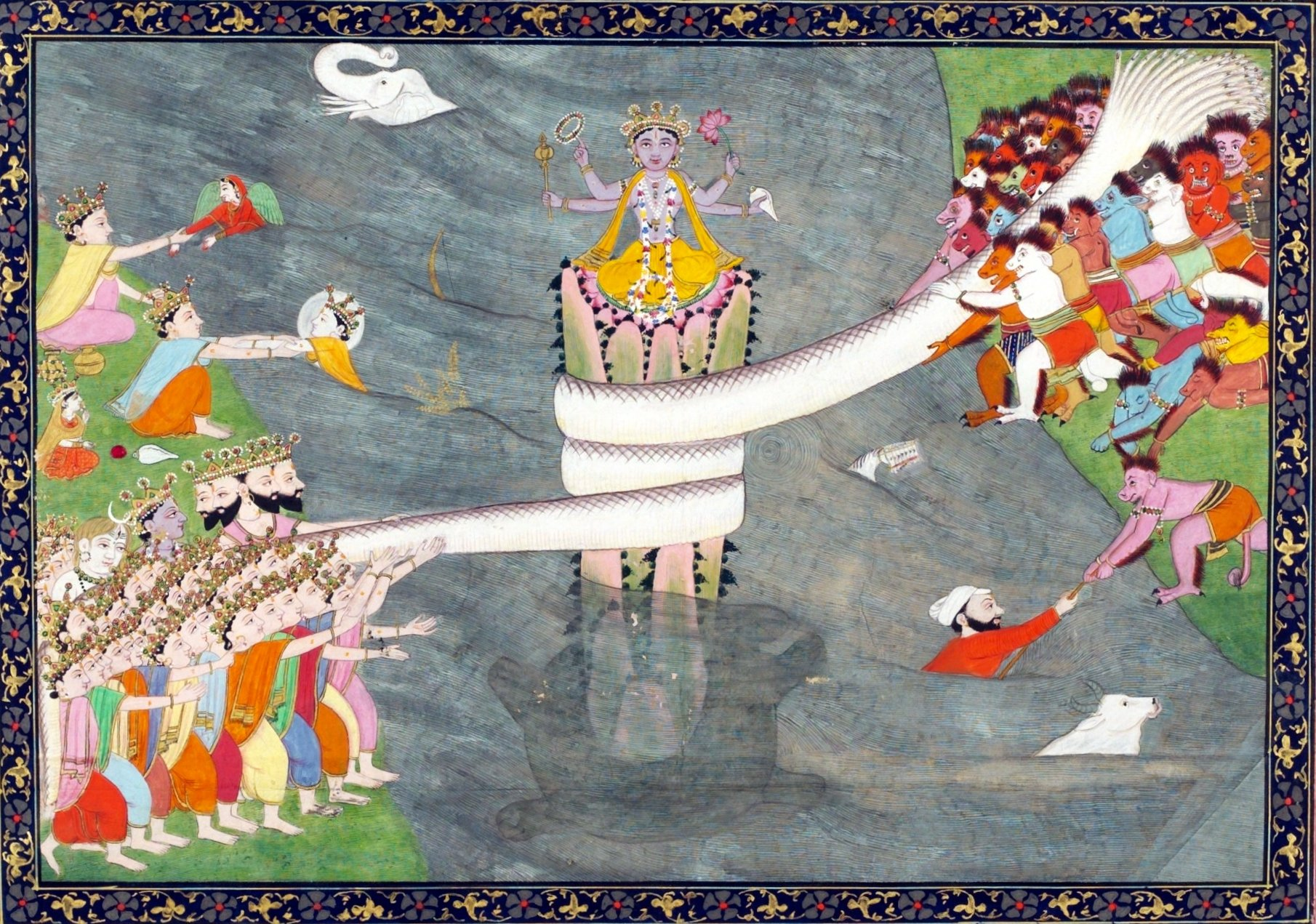
Ubijanie oceanu z użyciem góry Mandara

Mandara (dewanagari मंदर, trl. mandara, ogromna, twarda) – jedna z pięciu mitycznych gór w hinduizmie, położona na wschód od centralnie usytuowanej góry Meru. Zamieszkana jest przez gandharwów, jakszów i kinnarów.

## Amrytamanthana
Góra ta posłużyła za mątwę podczas procesu ubijania oceanu przez dewy i asury (amrytamanthana) w celu wytworzenia amryty. Jej podstawę stanowił żółw Kurma, a opleciona była zwojami węża Wasukiego.